# Copidognathus ornatus
Copidognathus ornatus is een mijtensoort uit de familie van de Halacaridae. De wetenschappelijke naam van de soort is voor het eerst geldig gepubliceerd in 1981 door Bartsch.